# محمدمهدی دوزدوزانی
محمدمهدی دوزدوزانی، یکی از فرماندهان بلندپایهٔ سپاه پاسداران انقلاب اسلامی بود که به اتهام محاربه با نظام جمهوری اسلامی ایران، به همراه گروهی از افسران منتقد سپاه، اعدام گردید. او معاون مالی نیروی زمینی سپاه پاسداران  و از فرماندهان تیپ مستقل الغدیر در جنگ هشت سالهٔ ایران و عراق بود. وی از اعضای مرکزیت «جنبش متحد ایثارگران» بود. دادگاه، او و حدود ۲۰۰ نفر از متهمان دیگر این پرونده را در کمتر از یک هفته محاکمه کرد. با این حال اطلاعات دقیقی دربارهٔ جلسات دادگاه و سرنوشت دقیق تمام متهمان در دست نیست.

## تشکیل جنبش متحد ایثارگران
دوزدوزانی در جریان یک تحصن اعتراضی در ستاد مشترک سپاه در سال ۱۳۸۲ به همراه ده‌ها نفر از افسران ارشد به عنوان سخنران حضور یافت و خبر تشکیل «جنبش متحد ایثارگران» را اعلام داشت. او در این تجمع خواستار حضور خامنه‌ای در جمع متحصنین شد و اعلام داشت: «اگر سپاه فقط برای خون دادن برای بقای آقایان و آقازاده‌هایشان است ما این لباس را می‌بوسیم و کنار می‌گذاریم».

## اعتراض به فساد مالی سپاه و فرزندان روحانیان حاکم
دوزدوزانی در همین سال همراه با جمعی از رزمندگان و جانبازان در نامه‌ای سرگشاده تحت عنوان «ما رزمنده‌ایم» که به نامهٔ فرماندهان سپاه معروف بود، به سیاست‌های سران ایران از جمله خامنه‌ای و وجود فساد و بی‌عدالتی در کشور اعتراض کرده بود و به تناقضات رفتار و کردار سران ایران با آنچه در ابتدای انقلاب ۱۳۵۷ وعده داده شده بود انتقاد کرد و اظهار داشت: «کاسهٔ صبرمان از این‌همه تبعیض و تناقض در گفتار و کردار لبریز شده…»
دوزدوزانی همچنین در مراسم سالگرد مرگ یکی از فرماندهان سپاه در شهرک شهید محلاتی تهران سخنرانی کرده و وجود ۱۴۷ شرکت اقتصادی وابسته به نیروی زمینی سپاه پاسداران انقلاب اسلامی که در ایران، دبی و اروپا فعالیت می‌کردند را فاش ساخت. او در سخنرانی خود به فعالیت‌های این شرکت‌ها به هدف کسب درآمدهای نامشروع برای نهادهای وابسته به سپاه مانند حفاظت اطلاعات و معاونت اطلاعات سپاه و همچنین حوزهٔ نمایندگی ولی فقیه در سپاه اعتراض کرد. او همچنین اظهار داشت که سپاه پاسداران انقلاب اسلامی در مقابل اهداف اولیه‌اش، ملت و شرف و عزت ایران ایستاده‌است..
بر اساس اطلاعات موجود، پروندهٔ دوزدوزانی در ارتباط با سازماندهی تحصن و تجمع ده‌ها نفر از فرماندهان سپاه در ستاد مشترک سپاه پاسداران انقلاب اسلامی ایران (پادگان قصر فیروزه) در اوایل سال ۱۳۸۲ بود که خواستار حضور خامنه‌ای و پاسخگویی به سؤالات آن‌ها شده بودند.

## بازداشت و دادگاه
محمدمهدی دوزدوزانی در اوایل سال ۱۳۸۲ در جریان حمله به تحصن و تجمع گروه «جنبش متحد ایثارگران» در ستاد مشترک سپاه پاسداران انقلاب اسلامی ایران (پادگان قصر فیروزه) با استفاده از گاز اشک‌آور و باتون همراه ۲۰۰ نفر از شرکت‌کنندگان در تحصن که همگی از نیروهای سپاه بودند بازداشت شد.
شعبهٔ هفت دادسرای نظامی تهران، به صورت غیرعلنی برگزار شد و دوزدوزانی را به تلاش مسلحانه برای براندازی نظام و توهین به مقامات عالی جمهوری اسلامی ایران متهم کرد.

## شواهد و دفاعیات
کشف سه قبضه اسلحه در منزل دوزدوزانی از جمله مدارک ارائه شده علیه او در دادگاه بوده‌است.
همچنین دادسرای نظامی تهران، در مردادماه ۱۳۸۲ اطلاعیه‌ای در ارتباط با کشف باندی در نیروهای مسلح که هدفشان اخلال در نظام اقتصادی کشور بود را منتشر کرد که در آن به دوزدوزانی اشاره کرده بود.
دوزدوزانی به جز یک اسلحهٔ کلت کمری که به صورت قانونی در اختیار داشت، از وجود اسلحه‌های دیگر در منزلش اظهار بی‌اطلاعی کرد. فرایند دادرسی این پرونده خارج از روند عادی و در کمتر از یک هفته انجام شد.

## اعدام
خبر اعدام محمدمهدی دوزدوزانی (سید مهدی کاظمی) به همراه ۱۰۰ تن دیگر از متهمان این پرونده از سوی منابع متعددی از جمله عصر نو (۱۳ خرداد ۱۳۸۸) و ایران پرس (۱۴ دی ۱۳۸۲) منتشر شد و در کنار سایر مرگ‌های رازآلود سپاه قرار گرفت.
شعبهٔ هفت دادسرای نظامی تهران، محمدمهدی دوزدوزانی را به اتهام «محاربه و فساد فی‌الارض» به اعدام محکوم کرد.
دوزدوزانی در صبح روز چهارشنبه ۲۴ دی ۱۳۸۲ در زندان حشمتیه تهران به دار آویخته شد. دادگاه، حدود ۱۰۰ نفر از متهمان دیگر این پرونده را نیز به «اعدام» محکوم کرد که همگی به دار آویخته شدند و بقیهٔ متهمان این پرونده را به حبس‌های سنگین محکوم کرد. از جزئیات این احکام اطلاعی در دست نیست.